# Cotyperiboeum
Cotyperiboeum is een kevergeslacht uit de familie van de boktorren (Cerambycidae). De wetenschappelijke naam van het geslacht werd voor het eerst geldig gepubliceerd in 2010 door Galileo & Martins.

## Soorten
Cotyperiboeum is monotypisch en omvat slechts de volgende soort:
- Cotyperiboeum antennarium Galileo & Martins, 2010